# .az
.az es el dominio de nivel superior geográfico (ccTLD) para Azerbaiyán.